# China op de Olympische Zomerspelen 2016
China nam deel aan de Olympische Zomerspelen 2016 in Rio de Janeiro, Brazilië. De delegatie omvatte 416 sporters die uitkwamen in 29 olympische sportdisciplines. Vlaggendragers waren schermer en regerend olympisch kampioen Lei Sheng bij de openingsceremonie en tafeltennisster en goudenmedaillewinnares Ding Ning bij de sluitingsceremonie.

## Medailleoverzicht
| Sport            | Olympiër(s)                                                                                        | Onderdeel                              | Medaille |
| ---------------- | -------------------------------------------------------------------------------------------------- | -------------------------------------- | -------- |
| Atletiek         | Wang Zhen                                                                                          | 20 km snelwandelen (m)                 | Goud     |
| Atletiek         | Liu Hong                                                                                           | 20 km snelwandelen (v)                 | Goud     |
| Badminton        | Chen Long                                                                                          | enkelspel (m)                          | Goud     |
| Badminton        | Fu Haifeng Zhang Nan                                                                               | dubbelspel (m)                         | Goud     |
| Gewichtheffen    | Long Qingquan                                                                                      | bantamgewicht (–56 kg) (m)             | Goud     |
| Gewichtheffen    | Shi Zhiyong                                                                                        | lichtgewicht (–69 kg) (m)              | Goud     |
| Gewichtheffen    | Deng Wei                                                                                           | middengewicht (–63 kg) (v)             | Goud     |
| Gewichtheffen    | Xiang Yanmei                                                                                       | lichtzwaargewicht (–69 kg) (v)         | Goud     |
| Gewichtheffen    | Meng Suping                                                                                        | superzwaargewicht (+75 kg) (v)         | Goud     |
| Schietsport      | Zhang Mengxue                                                                                      | 10 m luchtpistool (v)                  | Goud     |
| Schoonspringen   | Cao Yuan                                                                                           | 03 m plank (m)                         | Goud     |
| Schoonspringen   | Chen Aisen                                                                                         | 10 m toren (m)                         | Goud     |
| Schoonspringen   | Chen Aisen Lin Yue                                                                                 | 10 m toren synchroon (m)               | Goud     |
| Schoonspringen   | Shi Tingmao                                                                                        | 03 m plank (v)                         | Goud     |
| Schoonspringen   | Shi Tingmao Wu Minxia                                                                              | 03 m plank synchroon (v)               | Goud     |
| Schoonspringen   | Ren Qian                                                                                           | 10 m toren (v)                         | Goud     |
| Schoonspringen   | Chen Ruolin Liu Huixia                                                                             | 10 m toren synchroon (v)               | Goud     |
| Taekwondo        | Zhao Shuai                                                                                         | vlieggewicht (–58 kg) (m)              | Goud     |
| Taekwondo        | Zheng Shuyin                                                                                       | zwaargewicht (+67 kg) (v)              | Goud     |
| Tafeltennis      | Ma Long                                                                                            | enkelspel (m)                          | Goud     |
| Tafeltennis      | Ma Long Xu Xin Zhang Jike                                                                          | team (m)                               | Goud     |
| Tafeltennis      | Ding Ning                                                                                          | enkelspel (v)                          | Goud     |
| Tafeltennis      | Ding Ning Li Xiaoxia Liu Shiwen                                                                    | team (v)                               | Goud     |
| Volleybal        | olympisch team                                                                                     | vrouwen                                | Goud     |
| Wielersport      | Gong Jinjie Zhong Tianshi                                                                          | team sprint (v)                        | Goud     |
| Zwemmen          | Sun Yang                                                                                           | 200 m vrij (m)                         | Goud     |
| Atletiek         | Cai Zelin                                                                                          | 20 km snelwandelen (m)                 | Zilver   |
| Atletiek         | Zhang Wenxiu                                                                                       | kogelslingeren (v)                     | Zilver   |
| Boksen           | Yin Junhua                                                                                         | lichtgewicht (57–60 kg) (v)            | Zilver   |
| Gewichtheffen    | Lyu Xiaojun                                                                                        | middengewicht (–77 kg) (m)             | Zilver   |
| Gewichtheffen    | Tian Tao                                                                                           | lichtzwaargewicht (–85 kg) (m)         | Zilver   |
| Gymnastiek       | Dong Dong                                                                                          | trampoline (m)                         | Zilver   |
| Schermen         | Hao Jialu Sun Yiwen Sun Yujie Xu Anqi                                                              | degen team (v)                         | Zilver   |
| Schietsport      | Du Li                                                                                              | 10 m luchtgeweer (v)                   | Zilver   |
| Schietsport      | Zhang Binbin                                                                                       | 50 m kleinkaliber 3 houdingen (v)      | Zilver   |
| Schoonspringen   | He Zi                                                                                              | 03 m plank (v)                         | Zilver   |
| Schoonspringen   | Si Yajie                                                                                           | 10 m toren (v)                         | Zilver   |
| Synchroonzwemmen | Huang Xuechen Sun Wenyan                                                                           | duet (v)                               | Zilver   |
| Synchroonzwemmen | Gu Xiao Guo Li Huang Xuechen Li Xiaolu Liang Xinping Sun Wenyan Tang Mengni Yin Chengxin Zeng Zhen | team (v)                               | Zilver   |
| Tafeltennis      | Zhang Jike                                                                                         | enkelspel (m)                          | Zilver   |
| Tafeltennis      | Li Xiaoxia                                                                                         | enkelspel (v)                          | Zilver   |
| Zeilen           | Chen Peina                                                                                         | RS:X (v)                               | Zilver   |
| Zwemmen          | Sun Yang                                                                                           | 400 m vrij (m)                         | Zilver   |
| Zwemmen          | Xu Jiayu                                                                                           | 100 m rug (m)                          | Zilver   |
| Atletiek         | Dong Bin                                                                                           | hink-stap-springen (m)                 | Brons    |
| Atletiek         | Lü Xiuzhi                                                                                          | 20 km snelwandelen (v)                 | Brons    |
| Badminton        | Zhang Nan Zhao Yunlei                                                                              | gemengd dubbelspel                     | Brons    |
| Boksen           | Hu Jianguan                                                                                        | vlieggewicht (–52 kg) (m)              | Brons    |
| Boksen           | Ren Cancan                                                                                         | vlieggewicht (48–51 kg) (v)            | Brons    |
| Boksen           | Li Qian                                                                                            | middengewicht (69–75 kg) (v)           | Brons    |
| Golf             | Feng Shanshan                                                                                      | vrouwen                                | Brons    |
| Gymnastiek       | Gao Lei                                                                                            | trampoline (m)                         | Brons    |
| Gymnastiek       | Li Dan                                                                                             | trampoline (v)                         | Brons    |
| Gymnastiek       | Deng Shudi Lin Chaopan Liu Yang You Hao Zhang Chenglong                                            | meerkamp team (m)                      | Brons    |
| Gymnastiek       | Fan Yilin Mao Yi Shang Chunsong Tan Jiaxin Wang Yan                                                | meerkamp team (v)                      | Brons    |
| Judo             | Cheng Xunzhao                                                                                      | middengewicht (–90 kg) (m)             | Brons    |
| Judo             | Yu Song                                                                                            | zwaargewicht (+78 kg) (v)              | Brons    |
| Roeien           | Duan Jingli                                                                                        | skiff (v)                              | Brons    |
| Roeien           | Huang Wenyi Pan Feihong                                                                            | lichte dubbel-twee (v)                 | Brons    |
| Schermen         | Sun Yiwen                                                                                          | degen (v)                              | Brons    |
| Schietsport      | Pang Wei                                                                                           | 10 m luchtpistool (m)                  | Brons    |
| Schietsport      | Li Yuehong                                                                                         | 25 m snelvuurpistool (m)               | Brons    |
| Schietsport      | Yi Siling                                                                                          | 10 m luchtgeweer (v)                   | Brons    |
| Schietsport      | Du Li                                                                                              | 50 m kleinkaliber 3 houdingen (v)      | Brons    |
| Schoonspringen   | Cao Yuan Qin Kai                                                                                   | 03 m plank synchroon (m)               | Brons    |
| Worstelen        | Sun Yanan                                                                                          | vrije stijl, vlieggewicht (–48 kg) (v) | Brons    |
| Worstelen        | Zhang Fengliu                                                                                      | vrije stijl, zwaargewicht (–75 kg) (v) | Brons    |
| Zwemmen          | Wang Shun                                                                                          | 200 m wissel (m)                       | Brons    |
| Zwemmen          | Fu Yuanhui                                                                                         | 100 m rug (v)                          | Brons    |
| Zwemmen          | Shi Jinglin                                                                                        | 200 m school (v)                       | Brons    |

## Deelnemers
(m) = mannen, (v) = vrouwen, (g) = gemengd

### Atletiek
| Olympiër                                                                | Onderdeel                | Resultaat     | Prestatie                                                    |
| ----------------------------------------------------------------------- | ------------------------ | ------------- | ------------------------------------------------------------ |
| Su Bingtian                                                             | 100m (m)                 | 14e           | kwartfinale 4: 3de in 10,17 halve finale 3: 4de in 10,08     |
| Zhang Peimeng                                                           | 100m (m)                 | 48e           | kwartfinale 6: 7de in 10,36                                  |
| Xie Zhenye                                                              | 100m (m)                 | 16e           | kwartfinale 2: 1ste in 10,08 halve finale 1: 7de in 10,11    |
| Xie Wenjun                                                              | 110m horden (m)          | 17e           | serie 5: 7de in 13,69                                        |
| Mo Youxue Su Bingtian Tang Xingqiang Xie Zhenye Yang Yang Zhang Peimeng | 4x100m (m)               | 4e            | serie 1: 2de in 37,82 finale: 4de in 37,90                   |
| Dong Guojian                                                            | marathon (m)             | 29e           | 2:15.32                                                      |
| Duo Bujie                                                               | marathon (m)             | 91e           | 2:24.22                                                      |
| Zhu Renxue                                                              | marathon (m)             | 96e           | 2:25.31                                                      |
| Cai Zelin                                                               | 20km snelwandelen (m)    | Zilver        | 1:19.26                                                      |
| Chen Ding                                                               | 20km snelwandelen (m)    | 39e           | 1:12.54                                                      |
| Wang Zhen                                                               | 20km snelwandelen (m)    | Goud          | 1:19.14                                                      |
| Han Yucheng                                                             | 50km snelwandelen (m)    | 47e           | 4:32.35                                                      |
| Wang Zhendong                                                           | 50km snelwandelen (m)    | 11e           | 3:48.50                                                      |
| Yu Wei                                                                  | 50km snelwandelen (m)    | 5e            | 3:43.00                                                      |
| Gao Xinglong                                                            | verspringen (m)          | DNF           | kwalificatie groep A: geen geldige poging                    |
| Huang Changzhou                                                         | verspringen (m)          | 11e           | kwalificatie groep A: 6de met 7,95m finale: 11de met 7,85m   |
| Wang Jianan                                                             | verspringen (m)          | 5e            | kwalificatie groep B: 1ste met 8,24m finale: 5de met 8,17m   |
| Cao Shuo                                                                | hink-stap-springen (m)   | 4e            | kwalificatie groep A: 3de met 16,97m finale: 4de met 17,13m  |
| Dong Bin                                                                | hink-stap-springen (m)   | Brons         | kwalificatie groep A: 1ste met 17,10m finale: 3de met 17,58m |
| Xu Xiaolong                                                             | hink-stap-springen (m)   | 11e           | kwalificatie groep B: 5de met 16,65m finale: 11de met 16,41m |
| Wang Yu                                                                 | hoogspringen (m)         | 32e           | kwalificatie groep A: 15de met 2,22m                         |
| Zhang Guowei                                                            | hoogspringen (m)         | 25e           | kwalificatie groep B: 14de met 2,22m                         |
| Huang Bokai                                                             | polsstokhoogspringen (m) | kwalificaties | kwalificaties: 5,45 m (16e)                                  |
| Xue Changrui                                                            | polsstokhoogspringen (m) | 6e            | kwalificaties: 5,70 m (4e) finale: 5,65 m (6e)               |
| Yao Jie                                                                 | polsstokhoogspringen (m) | kwalificaties | kwalificaties: 5,60 m (14e)                                  |
|                                                                         |                          |               |                                                              |
| Wei Yongli                                                              | 100 m (v)                | kwartfinale   | kwartfinale: 11.48 (5e)                                      |
| Yuan Qiqi                                                               | 100 m (v)                | kwartfinale   | kwartfinale: 11.56 m (6e)                                    |
| Wang Chunyu                                                             | 800 m (v)                | halve finale  | series: 1:59.93 (4e) halve finale: 2:04.05 (8e)              |
| Wu Shuijiao                                                             | 100 m horden (v)         | series        | series: 13.03 (4e)                                           |
| Zhang Xinyan                                                            | 3000 m steeplechase (v)  | series        | series: 9:31.47 (19e)                                        |
| Ge Manqi Kong Lingwei Liang Xiaojing Lin Huijun Wei Yongli Yuan Qiqi    | 4x100 m (v)              | series        | series: 42.70 (4e)                                           |
| Hua Shaoqing                                                            | marathon (v)             | 79e           | 2:45:09                                                      |
| Yue Chao                                                                | marathon (v)             | 53e           | 2:39:09                                                      |
| Liu Hong                                                                | 20 km snelwandelen (v)   | Goud          | 1:28:35                                                      |
| Lu Xiuzhi                                                               | 20 km snelwandelen (v)   | Brons         | 1:28:42                                                      |
| Qieyang Shenjie                                                         | 20 km snelwandelen (v)   | 5e            | 1:29:04                                                      |
| Li Xiaohong                                                             | hink-stap-springen (v)   | kwalificaties | kwalificaties: 13,30 m (34e)                                 |
| Li Ling                                                                 | polsstokhoogspringen (v) | kwalificaties | kwalificaties: 4,55 m (16e)                                  |
| Ren Mengqian                                                            | polsstokhoogspringen (v) | kwalificaties | kwalificaties: ongeldig                                      |
| Gao Yang                                                                | kogelstoten (v)          | kwalificaties | kwalificaties: 16,17 m (33e)                                 |
| Gong Lijiao                                                             | kogelstoten (v)          | 4e            | kwalificaties: 18,74 m (5e) finale: 19,39 m (4e)             |
| Bian Ka                                                                 | kogelstoten (v)          | kwalificaties | kwalificaties: 17,68 m (16e)                                 |
| Chen Yang                                                               | discuswerpen (v)         | 7e            | kwalificaties: 61,44 m (10e) finale: 63,11 m (7e)            |
| Feng Bin                                                                | discuswerpen (v)         | 8e            | kwalificaties: 62,01 m (8e) finale: 63,06 m (8e)             |
| Su Xinyue                                                               | discuswerpen (v)         | 5e            | kwalificaties: 65,14 m (2e) finale: 64,37 (5e)               |
| Li Lingwei                                                              | speerwerpen (v)          | kwalificaties | kwalificaties: 60,91 m (15e)                                 |
| Liu Shiying                                                             | speerwerpen (v)          | kwalificaties | kwalificaties: 57,16 m (23e)                                 |
| Lü Huihui                                                               | speerwerpen (v)          | 7e            | kwalificaties: 63,28 m (7e) finale: 64,04 m (7e)             |
| Liu Tingting                                                            | kogelslingeren (v)       | kwalificaties | kwalificaties: 69,14 m (16e)                                 |
| Wang Zheng                                                              | kogelslingeren (v)       | 12e           | kwalificaties: 70,60 m (10e) finale: ongeldig (12e)          |
| Zhang Wenxiu                                                            | kogelslingeren (v)       | Zilver        | kwalificaties: 73,58 m (2e) finale: 76,75 m (2e)             |

### Badminton
| Olympiër              | Onderdeel      | Resultaat   | Prestatie |
| --------------------- | -------------- | ----------- | --- |
| Chen Long             | enkelspel (m)  | Goud        | groepsfase won van Kevin Cordón (w/o) won van Adrian Dziółko (21–12, 21–9) won van Niluka Karunaratne (21–7, 21–10) kwartfinale won van Son Wan-ho (21–11, 18–21, 21–11) halve finale won van Viktor Axelsen (21–14, 21–15) finale won van Lee Chong Wei (21–18, 21–18)                                                                           |
| Lin Dan               | enkelspel (m)  | 4e          | groepsfase won van David Obernosterer (21–5, 21–11) won van Vladimir Malkov (21–18, 21–7) won van Nguyễn Tiến Minh (21–7, 21–12) kwartfinale won van Srikanth Kidambi (21–6, 11–21, 21–18) halve finale verloor van Lee Chong Wei (21–15, 11–21, 20–22) bronzen finale verloor van Viktor Axelsen (21–15, 10–21, 17–21)                           |
| Chai Biao Hong Wei    | dubbelspel (m) | 4e          | groepsfase wonnen van Ahsan – Setiawan (21–15, 21–17) wonnen van Attri – Reddy (21–13, 21–15) verloren van Endo – Hayakawa (18–21, 21–14, 21–23) kwartfinale wonnen van Ivanov – Sozonov (21–13, 16–21, 21–16) halve finale verloren van Shem – Kiong (18–21, 21–12, 17–21) bronzen finale verloren van Ellis – Langridge (18–21, 21–19, 10–21)   |
| Fu Haifeng Zhang Nan  | dubbelspel (m) | Goud        | groepsfase wonnen van Chew – Pongnairat (21–6, 21–7) wonnen van Fuchs – Schöttler (21–11, 21–16) verloren van Shem – Kiong (21–16, 15–21, 18–21) kwartfinale wonnen van Kim – Kim (11–21, 21–18, 24–22) halve finale wonnen van Ellis – Langridge (21–14, 21–18) finale wonnen van Shem – Kiong (16–21, 21–11, 23–21)                             |
|                       |                |             | |
| Li Xuerui             | enkelspel (v)  | 4e          | groepsfase won van Iris Wang (21–16, 21–12) won van Telma Santos (21–12, 21–7) won van Lianne Tan (21–11, 21–11) kwartfinale won van Porntip Buranaprasertsuk (21–12, 21–17) halve finale verloor van Carolina Marín (14–21, 16–21) bronzen finale verloor van Nozomi Okuhara (w/o)                                                               |
| Wang Yihan            | enkelspel (v)  | kwartfinale | groepsfase won van Chloe Magee (21–7, 21–12) won van Karin Schnaase (21–11, 21–16) kwartfinale verloor van Pusarla Sindhu (20–22, 19–21) |
| Luo Ying Luo Yu       | dubbelspel (v) | groepsfase  | groepsfase verloren van Jung – Shin (10–21, 14–21) wonnen van Pedersen – Rytter Juhl (21–11, 21–18) wonnen van Lee – Obanana (21–14, 21–15) |
| Tang Yuanting Yu Yang | dubbelspel (v) | 4e          | groepsfase verloren van Chang – Lee (18–21, 21–14, 11–21) wonnen van Stoeva – Stoeva (21–14, 21–11) wonnen van Goliszewski – Nelte (21–10, 21–11) kwartfinale wonnen van Maheswari – Polii (21–11, 21–14) halve finale verloren van Pedersen – Rytter Juhl (16–21, 21–14, 19–21) bronzen finale verloren van Jung – Shin (8–21, 17–21)            |
|                       |                |             | |
| Xu Chen Ma Jin        | dubbelspel (g) | 4e          | groepsfase wonnen van Fischer Nielsen – Pedersen (22–24, 21–14, 21–16) verloren van Mateusiak – Zięba (21–13, 9–21, 19–21) verloren van Adcock – Adcock (13–21, 22–20, 21–15) kwartfinale wonnen van Ko – Kim (21–17, 21–18) halve finale verloren van Peng Soon – Liu Ying (12–21, 19–21) bronzen finale verloren van Zhang – Zhao (7–21, 11–21) |
| Zhang Nan Zhao Yunlei | dubbelspel (g) | Brons       | groepsfase wonnen van Jordan – Susanto (21–11, 21–18) wonnen van Lee – Chau (21–16, 21–15) wonnen van Fuchs – Michels (21–19, 21–16) kwartfinale wonnen van Kazuno – Kurihara (21–14, 21–12) halve finale verloren van Ahmad – Natsir (16–21, 15–21) bronzen finale wonnen van Xu – Ma (21–7, 21–11)                                              |

### Basketbal

#### Mannen
| Olympiër | Onderdeel | Resultaat  | Prestatie |
| --- | --------- | ---------- | --------- |
| Zhao Jiwei Sui Ran Guo Ailun Wang Zhelin Ding Yanyuhang Zhai Xiaochuan Zhou Peng Yi Jianlian Li Gen Li Muhao Zou Yuchen Zhou Qi | mannen    | groepsfase | zesde     |

| Groep A |                  |             |             |             |            |            |            |        |
| №       | Land             | Wedstrijden | Wedstrijden | Wedstrijden | Doelpunten | Doelpunten | Doelpunten | Punten |
| №       | Land             | G           | W           | V           | V          | T          | Saldo      | Punten |
| 1       | Verenigde Staten | 5           | 5           | 0           | 524        | 407        | +117       | 10     |
| 2       | Australië        | 5           | 4           | 1           | 444        | 368        | +76        | 9      |
| 3       | Frankrijk        | 5           | 3           | 2           | 423        | 378        | +45        | 8      |
| 4       | Servië           | 5           | 2           | 3           | 426        | 387        | +39        | 7      |
| 5       | Venezuela        | 5           | 1           | 4           | 315        | 444        | –129       | 6      |
| 6       | China            | 5           | 0           | 5           | 318        | 466        | –148       | 5      |

| Datum       | Lokale tijd | MEZT  | Plaats         | Land      | Score  | Land             |
| ----------- | ----------- | ----- | -------------- | --------- | ------ | ---------------- |
| 6 augustus  | 19:00       | 00:00 | Rio de Janeiro | China     | 62–119 | Verenigde Staten |
| 8 augustus  | 22:30       | 03:30 | Rio de Janeiro | Frankrijk | 88–60  | China            |
| 10 augustus | 22:30       | 03:30 | Rio de Janeiro | Venezuela | 72–68  | China            |
| 12 augustus | 14:15       | 19:15 | Rio de Janeiro | China     | 68–93  | Australië        |
| 14 augustus | 22:30       | 03:30 | Rio de Janeiro | Servië    | 94–60  | China            |

#### Vrouwen
| Olympiër | Onderdeel | Resultaat  | Prestatie |
| --- | --------- | ---------- | --------- |
| Zhao Zhifang Chen Xiaojia Li Shanshan Shao Ting Wu Di Sun Mengxin Lu Wen Huang Sijing Gao Song Sun Mengran Huang Hongpin Chen Nam | vrouwen   | groepsfase | vijfde    |

| Groep B |                  |             |             |             |            |            |            |        |
| №       | Land             | Wedstrijden | Wedstrijden | Wedstrijden | Doelpunten | Doelpunten | Doelpunten | Punten |
| №       | Land             | G           | W           | V           | V          | T          | Saldo      | Punten |
| 1       | Verenigde Staten | 5           | 5           | 0           | 520        | 316        | +204       | 10     |
| 2       | Spanje           | 5           | 4           | 1           | 387        | 333        | +54        | 9      |
| 3       | Canada           | 5           | 3           | 2           | 340        | 347        | –7         | 8      |
| 4       | Servië           | 5           | 2           | 3           | 385        | 406        | –21        | 7      |
| 5       | China            | 5           | 1           | 4           | 371        | 428        | –57        | 6      |
| 6       | Senegal          | 5           | 0           | 5           | 309        | 482        | –173       | 5      |

| Datum       | Lokale tijd | MEZT  | Plaats         | Land    | Score  | Land             |
| ----------- | ----------- | ----- | -------------- | ------- | ------ | ---------------- |
| 6 augustus  | 14:15       | 19:15 | Rio de Janeiro | China   | 68–90  | Canada           |
| 8 augustus  | 19:45       | 00:45 | Rio de Janeiro | Senegal | 64–101 | China            |
| 10 augustus | 12:15       | 17:15 | Rio de Janeiro | China   | 68–89  | Spanje           |
| 12 augustus | 12:15       | 17:15 | Rio de Janeiro | Servië  | 80–72  | China            |
| 14 augustus | 12:15       | 17:15 | Rio de Janeiro | China   | 62–105 | Verenigde Staten |

### Boksen
| Olympiër      | Onderdeel  | Resultaat    | Prestatie |
| ------------- | ---------- | ------------ | --- |
| Lü Bin        | –49 kg (m) | tweede ronde | tweede ronde verloor van Peter Warui (1–2) |
| Hu Jianguan   | –52 kg (m) | Brons        | eerste ronde won van Selçuk Eker (2–1) tweede ronde won van Narek Abgaryan (3–0) kwartfinale won van Yosvany Veitía (2–1) halve finale verloor van Misja Alojan (0–3) |
| Zhang Jiawei  | –56 kg (m) | kwartfinale  | tweede ronde won van Ham Sang-myeong (3–0) kwartfinale verloor van Robeisy Ramírez (0–3)                                                                              |
| Shan Jun      | –60 kg (m) | eerste ronde | eerste ronde verloor van Anvar Joenoesov (0–3) |
| Hu Qianxun    | –64 kg (m) | kwartfinale  | eerste ronde won van Raúl Curiel (w/o) tweede ronde won van Hovhannes Bachkov (2–1) kwartfinale verloor van Vitali Doenajtsjov (0–3)                                  |
| Liu Wei       | –69 kg (m) | eerste ronde | eerste ronde verloor van Eimantas Stanionis (0–3) |
| Zhao Minggang | –75 kg (m) | eerste ronde | eerste ronde verloor van Kamran Shakhsuvarly (0–3) |
| Yu Fengkai    | –91 kg (m) | tweede ronde | tweede ronde verloor van Vasili Levit (tko) |
|               |            |              | |
| Ren Cancan    | –51 kg (v) | Brons        | kwartfinale won van Mandy Bujold (3–0) halve finale verloor van Nicola Adams (0–3)                                                                                    |
| Yin Junhua    | –60 kg (v) | Zilver       | eerste ronde won van Hasnaa Lachgar kwartfinale won van Yana Aleksejevna (3–0) halve finale won van Mira Potkonen (3–0) finale verloor van Estelle Mossely (1–2)      |
| Li Qian       | –75 kg (v) | Brons        | kwartfinale won van Andreia Bandeira (3–0) halve finale verloor van Nouchka Fontijn (1–2)                                                                             |

### Boogschieten
| Olympiër                       | Onderdeel       | Resultaat | Prestatie |
| ------------------------------ | --------------- | --------- | --- |
| Gu Xuesong                     | individueel (m) | 33e       | plaatsingsronde: 17e met 670 punten eerste ronde: verloren van Duzelbayev: 4–6 |
| Wang Dapeng                    | individueel (m) | 33e       | plaatsingsronde: 19e met 667 punten eerste ronde verloren van Malavé: 2–6 |
| Xing Yu                        | individueel (m) | 33e       | plaatsingsronde: 32e met 660 punten eerste ronde: verloren van Ega Agatha: 1–7 |
| Gu Xuesong Wang Dapeng Xing Yu | team (m)        | 4e        | plaatsingsronde: 6e met 1997 punten eerste ronde: won van Brazilië: 6–2 kwartfinale: won van Italië: 6-0 halve finale: verloren van de Verenigde Staten: 0–6 bronzen finale: verloren van Australië: 2–6 |
|                                |                 |           | |
| Cao Hui                        | individueel (v) | 9e        | plaatsingsronde: 28e met 631 punten eerste ronde: won van Senyuk: 7–1 tweede ronde: won van Dasjidorzjijeva: 6–4 derde ronde: verloren van Unruh: 2–6                                                    |
| Qi Yuhong                      | individueel (v) | 9e        | plaatsingsronde: 11e met 649 punten eerste ronde: won van Canetta: 7–1 tweede ronde: won van Longová: 6–0 derde ronde: verloren van Wu: 5–6                                                              |
| Wu Jiaxin                      | individueel (v) | 5e        | plaatsingsronde: 6e met 653 punten eerste ronde: won van Hayashi: 7–1 tweede ronde: won van Mirca: 6–0 derde ronde: won van Qi: 6–5 kwartfinale: verloren van Ki: 2–6                                    |
| Cao Hui Qi Yuhong Wu Jiaxin    | team (v)        | 5de       | plaatsingsronde: 3e met 1933 punten kwartfinale: verloren van Italië: 3–5 |

### Gewichtheffen
| Olympiër      | Onderdeel   | Resultaat | Prestatie                                                            |
| ------------- | ----------- | --------- | -------------------------------------------------------------------- |
| Long Qingquan | –56 kg (m)  | Goud      | trekken: 137 kg (1e) stoten: 170 kg (1e, OR) totaal: 307 kg (1e, WR) |
| Chen Lijun    | –62 kg (m)  | 16e       | trekken: 143 kg, DNF                                                 |
| Shi Zhiyong   | –69 kg (m)  | Goud      | trekken: 162 kg (2e) stoten: 190 kg (1e) totaal: 352 kg (1e)         |
| Lü Xiaojun    | –77 kg (m)  | Zilver    | trekken: 177 kg (1e, WR) stoten: 202 kg (2e) totaal: 379 kg (2e)     |
| Tian Tao      | –85 kg (m)  | Zilver    | trekken: 178 kg (2e) stoten: 217 kg (1e, OR) totaal: 395 kg (2e)     |
| Yang Zhe      | –105 kg (m) | 4e        | trekken: 190 kg (4e) stoten: 225 kg (3e) totaal: 415 kg (4e)         |
|               |             |           |                                                                      |
| Li Yajun      | –53 kg (v)  | 13e       | trekken: 101 kg (1e, OR) stoten: 126 kg, DNF                         |
| Deng Wei      | –63 kg (v)  | Goud      | trekken: 115 kg (1e) stoten: 147 kg (1e, OR) totaal: 262 kg (1e, WR) |
| Xiang Yanmei  | –69 kg (v)  | Goud      | trekken: 116 kg (1e) stoten: 145 kg (1e) totaal: 261 kg (1e)         |
| Meng Suping   | +75 kg (v)  | Goud      | trekken: 130 kg (2e) stoten: 177 kg (1e) totaal: 307 kg (1e)         |

### Golf
| Olympiër      | Onderdeel | Resultaat | Prestatie            |
| ------------- | --------- | --------- | -------------------- |
| Li Haotong    | mannen    | 50e       | 289 punten (par +5)  |
| Wu Ashun      | mannen    | 30e       | 283 punten (par –1)  |
|               |           |           |                      |
| Shanshan Feng | vrouwen   | Brons     | 274 punten (par –10) |
| Xi Yu Lin     | vrouwen   | 38e       | 289 punten (par +5)  |

### Gymnastiek

#### Ritmisch
| Olympiër                                             | Onderdeel       | Resultaat | Prestatie                                                                                    |
| ---------------------------------------------------- | --------------- | --------- | -------------------------------------------------------------------------------------------- |
| Shang Rong                                           | individueel (v) | 24e       | kwalificaties hoepel: 16,566 bal: 16,766 knotsen: 15,716 linten: 15,966 totaal: 65,014 (24e) |
| Bao Yuqing Shu Siyao Yang Ye Zhang Ling Zhao Jingnan | team (v)        | 11e       | kwalificaties 5 linten: 16,333 3 knotsen, 2 hoepels: 15,800 totaal: 32,133 (11e)             |

#### Trampoline
| Olympiër  | Onderdeel | Resultaat | Prestatie                                       |
| --------- | --------- | --------- | ----------------------------------------------- |
| Dong Dong | mannen    | Zilver    | kwalificaties: 110,050 (3e) finale: 60,535 (2e) |
| Gao Lei   | mannen    | Brons     | kwalificaties: 112,535 (1e) finale: 60,175 (3e) |
|           |           |           |                                                 |
| He Wenna  | vrouwen   | 4e        | kwalificaties: 103,095 (4e) finale: 55,570 (4e) |
| Li Dan    | vrouwen   | Brons     | kwalificaties: 104,075 (2e) finale: 55,885 (3e) |

#### Artistiek
| Olympiër                                                | Onderdeel                | Resultaat | Prestatie |
| ------------------------------------------------------- | ------------------------ | --------- | --- |
| Deng Shudi Lin Chaopan Liu Yang You Hao Zhang Chenglong | meerkamp team (m)        | Brons     | kwalificaties vloer: 43,599 voltige: 44,865 ringen: 46,000 sprong: 45,466 brug: 47,233 rekstok: 43,298 totaal: 270,461 (1e) finale vloer: 43,799 voltige: 44,258 ringen: 45,233 sprong: 45,000 brug: 47,866 rekstok: 44,966 totaal: 271,122 (3e) |
| Deng Shudi                                              | meerkamp individueel (m) | 6e        | vloer: 14,966 voltige: 14,533 ringen: 14,433 sprong: 15,266 brug: 15,966 rekstok: 14,966 totaal: 90,130 (6e) |
| Deng Shudi                                              | brug (m)                 | 4e        | 15,766 (7,200 (D), 8,566 (E), 4e) |
| Lin Chaopan                                             | meerkamp individueel (m) | 5e        | vloer: 14,866 voltige: 14,833 ringen: 14,733 sprong: 14,966 brug: 15,666 rekstok: 15,166 totaal: 90,230 (5e) |
| Liu Yang                                                | ringen (m)               | 4e        | 15,600 (6,900 (D), 8,700 (E), 4e) |
| You Hao                                                 | ringen (m)               | 6e        | 15,400 (7,000 (D), 8,400 (E), 6e) |
| You Hao                                                 | brug (m)                 | 8e        | 14,833 (7,400 (D), 7,433 (E), 8e) |
|                                                         |                          |           | |
| Fan Yilin Tan Jiaxin Mao Yi Shang Chunsong Wang Yan     | meerkamp team (v)        | Brons     | kwalificaties sprong: 44,515 brug: 45,166 balk: 43,332 vloer: 42,266 totaal: 175,279 (2e) finale sprong: 44,332 brug: 45,007 balk: 44,598 vloer: 42,066 totaal: 176,003 (3e)                                                                     |
| Fan Yilin                                               | balk (v)                 | 6e        | 14,500 (6,300 D, 8,200 E, 6e) |
| Shang Chunsong                                          | meerkamp individueel (v) | 4e        | sprong: 13,883 brug: 15,233 balk: 14,833 vloer: 14,600 totaal: 58,549 (4e) |
| Shang Chunsong                                          | brug (v)                 | 5e        | 15,433 (6,700 D, 8,733 E, 5e) |
| Wang Yan                                                | meerkamp individueel (v) | 6e        | sprong: 14,733 brug: 13,733 balk: 14,666 vloer: 14,900 totaal: 58,032 (6e) |
| Wang Yan                                                | sprong (v)               | 5e        | 14,866 (6,000 D, 8,866 E) 15,133 (6,200 D, 8,933 E) totaal: 14,999 (5e) |
| Wang Yan                                                | vloer (v)                | 5e        | 14,666 (6,300 D, 8,366 E, 5e) |

### Hockey
| Olympiër | Onderdeel | Resultaat  | Prestatie |
| --- | --------- | ---------- | --------- |
| Li Dongxiao Wang Mengyu Li Jiaqi De Jiaojiao Cui Qiuxia A Yu Qian Peng Yang Liang Meiyu Wang Na Zhang Jinrong Ou Zixia Li Hongxia Wu Qiong Zhang Xiaoxue Sun Xiao Zhao Yudiao Song Qingling | vrouwen   | groepsfase | vijfde    |

| Nr. | Land          | Wedstrijden | Wedstrijden | Wedstrijden | Wedstrijden | Doelpunten | Doelpunten | Doelpunten | Punten |
| Nr. | Land          | G           | W           | G           | V           | V          | T          | Saldo      | Punten |
| --- | ------------- | ----------- | ----------- | ----------- | ----------- | ---------- | ---------- | ---------- | ------ |
| 1   | Nederland     | 5           | 4           | 1           | 0           | 13         | 1          | +12        | 13     |
| 2   | Nieuw-Zeeland | 5           | 3           | 1           | 1           | 11         | 5          | +6         | 10     |
| 3   | Duitsland     | 5           | 2           | 1           | 2           | 6          | 6          | 0          | 7      |
| 4   | Spanje        | 5           | 2           | 0           | 3           | 6          | 12         | –6         | 6      |
| 5   | China         | 5           | 1           | 2           | 2           | 3          | 5          | –2         | 5      |
| 6   | Zuid-Korea    | 5           | 0           | 1           | 4           | 3          | 13         | –10        | 1      |

| Datum       | Lokale tijd | MEZT  | Plaats         | Land       | Score | Land          |
| ----------- | ----------- | ----- | -------------- | ---------- | ----- | ------------- |
| 7 augustus  | 13:30       | 18:30 | Rio de Janeiro | China      | 1–1   | Duitsland     |
| 8 augustus  | 19:30       | 00:30 | Rio de Janeiro | Spanje     | 0–2   | China         |
| 10 augustus | 18:00       | 23:00 | Rio de Janeiro | China      | 0–1   | Nederland     |
| 12 augustus | 10:00       | 15:00 | Rio de Janeiro | Zuid-Korea | 0–0   | China         |
| 13 augustus | 20:30       | 01:30 | Rio de Janeiro | China      | 0–3   | Nieuw-Zeeland |

### Judo
| Olympiër        | Onderdeel  | Resultaat    | Prestatie |
| --------------- | ---------- | ------------ | --- |
| Ma Duanbin      | –66 kg (m) | derde ronde  | tweede ronde won van Anass Houssein: ippon derde ronde verloor van Masashi Ebinuma: ippon |
| Sai Yinjirigala | –73 kg (m) | derde ronde  | tweede ronde won van Alex Pombo: yuko derde ronde verloor van Denis Iartsjev: ippon |
| Cheng Xunzhao   | –90 kg (m) | Brons        | tweede ronde won van Ilias Iliadis: ippon derde ronde won van Krisztián Tóth: ippon kwartfinale won van Marcus Nyman: ippon halve finale verloor van Mashu Baker: ippon bronzen finale won van Lkhagvasürengiin Otgonbaatar: yuko |
|                 |            |              | |
| Ma Yingnan      | –52 kg (v) | 5e           | tweede ronde won van Joana Ramos: ippon kwartfinale won van Érika Miranda: waza-ari halve finale verloor van Odette Giuffrida: shido bronzen finale verloor van Natalja Koezjoetina: ippon                                        |
| Yang Junxia     | –63 kg (v) | kwartfinale  | eerste ronde won van Marian Urdabayeva: ippon tweede ronde won van Tsedevsürengiin Mönkhzayaa: ippon kwartfinale verloor van Tina Trstenjak: ippon herkansing verloor van Yarden Gerbi: waza-ari                                  |
| Zhou Chao       | –70 kg (v) | eerste ronde | eerste ronde verloor van Haruka Tachimoto: ippon |
| Zhang Zhehui    | –78 kg (v) | tweede ronde | tweede ronde verloor van Kayla Harrison: ippon |
| Yu Song         | +78 kg (v) | Brons        | tweede ronde won van Sonia Asselah: ippon kwartfinale won van Kayra Sayit: ippon halve finale verloor van Émilie Andéol: ippon bronzen finale won van Kim Min-jung: ippon                                                         |

### Kanovaren

#### Slalom
| Olympiër     | Onderdeel | Resultaat | Prestatie                                       |
| ------------ | --------- | --------- | ----------------------------------------------- |
| Shu Jianming | C-1 (m)   | 14e       | series: 100,68 (13) halve finale: 108,73 (14e)  |
| Tan Ya       | K-1 (m)   | 19e       | series: 100,62 (19e)                            |
|              |           |           |                                                 |
| Li Lu        | K-1 (v)   | 13e       | series: 107,29 (13e) halve finale: 111,24 (13e) |

#### Sprint
| Olympiër                              | Onderdeel      | Resultaat | Prestatie                                                                 |
| ------------------------------------- | -------------- | --------- | ------------------------------------------------------------------------- |
| Li Qiang                              | C-1 200 m (m)  | 7e        | series: 41.456 (5e) halve finale: 40.066 (3e) finale: 40.143 (7e)         |
| Wang Riwei                            | C-1 1000 m (m) | DNS       | DNS                                                                       |
|                                       |                |           |                                                                           |
| Zhou Yu                               | K-1 200 m (v)  | 11e       | series: 42.187 (4e) halve finale: 41.017 (5e) B-finale: 41.928 (3e)       |
| Zhou Yu                               | K-1 500 m (v)  | 6e        | series: 1:53.043 (1e) halve finale: 1:55.311 (3e) A-finale: 1:54.994 (6e) |
| Ma Qing Ren Wenjun                    | K-2 500 m (v)  | 14e       | series: 1:44.491 (2e) halve finale: 1:44.780 (5e) B-finale: 1:51.582 (6e) |
| Li Yue Liu Haiping Ma Qing Ren Wenjun | K-4 500 m (v)  | 11e       | series: 1:38.730 (6e) halve finale: 1:37.055 (4e) B-finale: 1:40.071 (3e) |

### Moderne vijfkamp
| Olympiër      | Onderdeel | Resultaat | Prestatie |
| ------------- | --------- | --------- | --- |
| Cao Zhongrong | mannen    | 16e       | zwemmen: 2:00.08 (5e, 340 punten) schermen: 17 W, 18 V (22e, 204 punten) paardrijden: 0 strafpunten (4e, 300 punten) gecombineerd: 11:51.14 (28e, 589 punten) totaal: 1433 punten (16e)    |
| Guo Jianli    | mannen    | 18e       | zwemmen: 2:01.94 (10e, 335 punten) schermen: 19 W, 16 V (17e, 214 punten) paardrijden: 14 strafpunten (15e, 286 punten) gecombineerd: 11:45.98 (27e, 594 punten) totaal: 1429 punten (18e) |
|               |           |           | |
| Chen Qian     | vrouwen   | 4e        | zwemmen: 2:18.75 (20e, 284 punten) schermen: 22 W, 13 V (5e, 232 punten) paardrijden: 8 strafpunten (13e, 292 punten) gecombineerd: 12:45.07 (9e, 535 punten) totaal: 1343 punten (4e)     |
| Zhang Xiaonan | vrouwen   | 18e       | zwemmen: 2:22.67 (33e, 272 punten) schermen: 22 W, 13 V (6e, 234 punten) paardrijden: 21 strafpunten (21e, 279 punten) gecombineerd: 13:20.79 (26e, 500 punten) totaal: 1285 punten (18e)  |

### Paardensport
| Olympiër      | Onderdeel              | Resultaat | Prestatie |
| ------------- | ---------------------- | --------- | --- |
| Alex Hua Tian | eventing (individueel) | 8e        | dressuur: 42,40 crosscountry: 13,20 springconcours (1): 4 strafpunten springconcours (2): 4 strafpunten totaal: 63,60 (8e) |

### Roeien
| Olympiër                                      | Onderdeel              | Resultaat | Prestatie                                                                                             |
| --------------------------------------------- | ---------------------- | --------- | --- |
| Sun Man Wang Chunxin                          | lichte dubbel-twee (m) | 11e       | series: 6:30.83 (4e) herkansingen: 7:03.88 (2e) halve finale A/B: 7:01.49 (6e) finale B: 6:40.74 (5e) |
| Jin Wei Wang Tiexin Yu Chenggang Zhao Jingbin | lichte vier-zonder (m) | 8e        | series: 6:03.43 (2e) halve finale: 6:27.27 (5e) finale B: 6:32.78 (2e)                                |
|                                               |                        |           | |
| Duan Jingli                                   | skiff (v)              | Brons     | series: 8:18.57 (1e) kwartfinale: 7:27.88 (2e) halve finale A/B: 7:43.97 (1e) finale A: 7:24.13 (3e)  |
| Miao Tian Zhang Min                           | twee-zonder (v)        | 7e        | series: 7:15.66 (3e) halve finale: 7:30.90 (4e) finale B: 7:17.12 (1e)                                |
| Lu Yang Zhu Weiwei                            | dubbel-twee (v)        | 11e       | series: 7:25.19 (2e) halve finale: 7:05.31 (6e) finale B: 7:45.68 (5e)                                |
| Huang Wenyi Pan Feihong                       | lichte dubbel-twee (v) | Brons     | series: 7:00.13 (1e) halve finale A/B: 7:20.94 (3e) finale A: 7:06.49 (3e)                            |
| Jiang Yan Wang Yuwei Zhang Ling Zhang Xinyue  | dubbel-vier (v)        | 6e        | series: 6:40.21 (4e) finale: 6:59.45 (6e)                                                             |

### Schermen
| Olympiër                                    | Onderdeel       | Resultaat    | Prestatie |
| ------------------------------------------- | --------------- | ------------ | --- |
| Jiao Yunlong                                | degen (m)       | tweede ronde | eerste ronde won van Guilherme Melaragno (15–13) tweede ronde verloor van Bogdan Nikishin (11–15) |
| Chen Haiwei                                 | floret (m)      | kwartfinale  | tweede ronde won van Laurence Halsted (15–9) derde ronde won van Ma Jianfei (15–12) kwartfinale verloor van Timoer Safin (7–15) |
| Lei Sheng VO                                | floret (m)      | tweede ronde | tweede ronde verloor van Erwan Le Pechoux (9–15) |
| Ma Jianfei                                  | floret (m)      | derde ronde  | tweede ronde won van Ghislain Perrier (15–14) derde ronde verloor van Chen Haiwei (12–15) |
| Chen Haiwei Lei Sheng Ma Jianfei Shi Jialuo | floret team (m) | 5e           | kwartfinale verloren van Frankrijk (42–45) plaatsen 5–8 wonnen van Brazilië (43–41) plaatsen 5–6 wonnen van Groot-Brittannië (45–38)                                                                                               |
| Sun Wei                                     | sabel (m)       | eerste ronde | eerste ronde verloor van Seppe Van Holsbeke (7–15) |
|                                             |                 |              | |
| Sun Yiwen                                   | degen (v)       | Brons        | tweede ronde won van Ghabi Gwladys Sakoa (15–11) derde ronde won van Irina Embrich (15–12) kwartfinale won van Sarra Besbes (14–11) halve finale verloor van Rossella Fiamingo (11–12) bronzen finale won van Lauren Rembi (15–13) |
| Sun Yujie                                   | degen (v)       | tweede ronde | tweede ronde verloor van Young Mi Kang (10–15) |
| Xu Anqi                                     | degen (v)       | tweede ronde | tweede ronde verloor van Marie-Florence Candassamy (8–15) |
| Hao Jialu Sun Yiwen Sun Yujie Xu Anqi       | degen team (v)  | Zilver       | kwartfinale wonnen van Oekraïne (42–34) halve finale wonnen van Estland (45–36) finale verloren van Roemenië (38–44) |
| Le Huilin                                   | floret (v)      | derde ronde  | tweede ronde won van Youssra Zakarani (15–4) derde ronde verloor van Ysaora Thibus (13–15) |
| Liu Yongshi                                 | floret (v)      | kwartfinale  | tweede ronde won van Edina Knapek (15–9) derde ronde won van Lee Kiefer (15–9) kwartfinale verloor van Elisa Di Francisca (10–15)                                                                                                  |
| Shen Chen                                   | sabel (v)       | tweede ronde | tweede ronde verloor van Malgorzata Kozaczuk |

### Schietsport
| Olympiër       | Onderdeel                | Resultaat | Prestatie                                                                |
| -------------- | ------------------------ | --------- | ------------------------------------------------------------------------ |
| Cao Yifei      | 10 m luchtgeweer (m)     | 9e        | kwalificaties: 625,5 (9e)                                                |
| Yang Haoran    | 10 m luchtgeweer (m)     | 31e       | kwalificaties: 620,5 (31e)                                               |
| Hui Zicheng    | 50 m drie houdingen (m)  | 15e       | kwalificaties: 1171 (15e)                                                |
| Zhu Qinan      | 50 m drie houdingen (m)  | 6e        | kwalificaties: 1176 (4e) finale: 414,8 (6e)                              |
| Zhao Shengbo   | 50 m liggend (m)         | 38e       | kwalificaties: 618,7 (38e)                                               |
| Pang Wei       | 50 m pistool (m)         | 8e        | kwalificaties: 565 (2e) finale: 67,2 (8e)                                |
| Wang Zhiwei    | 50 m pistool (m)         | 5e        | kwalificaties: 556 (8e) finale: 129,4 (5e)                               |
| Li Yuehong     | 25 m snelvuurpistool (m) | Brons     | kwalificaties: 584 (5e) finale: 27 (3e)                                  |
| Zhang Fusheng  | 25 m snelvuurpistool (m) | 4e        | kwalificaties: 590 (2e) finale: 21 (4e)                                  |
| Pang Wei       | 10 m luchtpistool (m)    | Brons     | kwalificaties: 590 (1e) finale: 180,4 (3e)                               |
| Pu Qifeng      | 10 m luchtpistool (m)    | 16e       | kwalificaties: 577 (16e)                                                 |
| Hu Binyuan     | dubbeltrap (m)           | 8e        | kwalificaties: 135, TB (8e)                                              |
| Pan Qiang      | dubbeltrap (m)           | 12e       | kwalificaties: 133 (12e)                                                 |
|                |                          |           |                                                                          |
| Du Li          | 10 m luchtgeweer (v)     | Zilver    | kwalificaties: 420,7 (OR, 1e) finale: 207,0 (2e)                         |
| Yi Siling      | 10 m luchtgeweer (v)     | Brons     | kwalificaties: 415,9 (8e) finale: 185,4 (3e)                             |
| Du Li          | 50 m drie houdingen (v)  | Brons     | kwalificaties: 586 (4e) finale: 447,4 (3e)                               |
| Zhang Binbin   | 50 m drie houdingen (v)  | Zilver    | kwalificaties: 582 (7e) finale: 458,4 (2e)                               |
| Chen Ying      | 25 m pistool (v)         | 30e       | kwalificaties: 570 (30e)                                                 |
| Zhang Jingjing | 25 m pistool (v)         | 4e        | kwalificaties: 592 (OR, 1e) halve finale: 17 (3e) bronzen finale: 4 (2e) |
| Guo Wenjun     | 10 m luchtpistool (v)    | 30e       | kwalificaties: 378 (30e)                                                 |
| Zhang Mengxue  | 10 m luchtpistool (v)    | Goud      | kwalificaties: 384 (7e) finale: 199,4 (1e)                               |
| Wei Meng       | skeet (v)                | 4e        | kwalificaties: 73 (1e) halve finale: 14 (3e) bronzen finale: 15, TB (2e) |
| Wei Ning       | skeet (v)                | 9e        | kwalificaties: 68 (9e)                                                   |
| Chen Fang      | trap (v)                 | 15e       | kwalificaties: 64 (15e)                                                  |

### Schoonspringen
| Olympiër               | Onderdeel                | Resultaat | Prestatie                                                            |
| ---------------------- | ------------------------ | --------- | -------------------------------------------------------------------- |
| Cao Yuan               | 3 m plank (m)            | Goud      | voorronde: 498,70 (1e) halve finale: 489,10 (1e) finale: 547,60 (1e) |
| He Chao                | 3 m plank (m)            | 21e       | voorronde: 380,35 (21e)                                              |
| Chen Aisen             | 10 m toren (m)           | Goud      | voorronde: 545,35 (3e) halve finale: 559,90 (1e) finale: 585,30 (1e) |
| Qiu Bo                 | 10 m toren (m)           | 6e        | voorronde: 564,75 (2e) halve finale: 504,70 (2e) finale: 488,20 (6e) |
| Cao Yuan Qin Kai       | 3 m plank synchroon (m)  | Brons     | finale: 443,70 (3e)                                                  |
| Chen Aisen Lin Yue     | 10 m toren synchroon (m) | Goud      | finale: 496,98 (1e)                                                  |
|                        |                          |           |                                                                      |
| He Zi                  | 3 m plank (v)            | Zilver    | voorronde: 367,05 (2e) halve finale: 364,05 (2e) finale: 387,90 (2e) |
| Shi Tingmao            | 3 m plank (v)            | Goud      | voorronde: 357,55 (3e) halve finale: 385,00 (1e) finale: 406,05 (1e) |
| Ren Qian               | 10 m toren (v)           | Goud      | voorronde: 385,50 (2e) halve finale: 362,40 (3e) finale: 439,25 (1e) |
| Si Yajie               | 10 m toren (v)           | Zilver    | voorronde: 397,45 (1e) halve finale: 389,30 (1e) finale: 419,40 (2e) |
| Shi Tingmao Wu Minxia  | 3 m plank synchroon (v)  | Goud      | finale: 345,60 (1e)                                                  |
| Chen Ruolin Liu Huixia | 10 m toren synchroon (v) | Goud      | finale: 354,00 (1e)                                                  |

### Synchroonzwemmen
| Olympiër                                                                                                   | Onderdeel | Resultaat | Prestatie |
| --- | --------- | --------- | --- |
| Huang Xuechen Sun Wenyan                                                                                   | duet      | Zilver    | kwalificaties technische routine: 95,3688 vrije routine: 96,0667 totaal: 191,4355 finale vrije routine: 97,0000 totaal: 192,3688 (95,3688 + 97,0000, 2e) |
| Gu Xiao Guo Li Gu Xiao Huang Xuechen Li Xiaolu Liang Xinping Sun Wenyan Tang Mengni Yin Chengxin Zeng Zhen | team      | Zilver    | technische routine: 95,6174 vrije routine: 97,3667 totaal: 192,9841 (2e)                                                                                 |

### Taekwondo
| Olympiër     | Onderdeel  | Resultaat    | Prestatie |
| ------------ | ---------- | ------------ | --- |
| Zhao Shuai   | –58 kg (m) | Goud         | eerste ronde won van Jesús Tortosa (7–3) tweede ronde won van Omar Hajjami (8–1) halve finale won van Carlos Navarro (9–4) finale won van Tawin Hanprab (6–4)    |
| Qiao Sen     | +80 kg (m) | eerste ronde | eerste ronde verloor van Dmitriy Shokin (8–15) |
|              |            |              | |
| Wu Jingyu    | –49 kg (v) | herkansing   | eerste ronde won van Huang Huai-hsuan (10–1) kwartfinale verloor van Tijana Bogdanović (17–7) herkansing verloor van Patimat Abakarova (3–4)                     |
| Zheng Shuyin | +67 kg (v) | Goud         | eerste ronde won van Nisha Rawal (2–0) kwartfinale won van Gwladys Épangue (4–1) halve finale won van Bianca Walkden (4–1SD) finale won van María Espinoza (5–1) |

### Tafeltennis
| Olympiër                        | Onderdeel     | Resultaat | Prestatie |
| ------------------------------- | ------------- | --------- | --- |
| Ma Long                         | enkelspel (m) | Goud      | derde ronde won van Jonathan Groth (11–2, 11–3, 11–3, 11–9) vierde ronde won van Jung Young-sik (6–11, 10–12, 11–5, 11–1, 13–11, 13–11) kwartfinale won van Quadri Aruna (11–4, 11–2, 11–6, 11–7) halve finale won van Jun Mizutani (11–5, 11–5, 11–5, 7–11, 10–12, 11–5) finale won van Zhang Jike (14–12, 11–5, 11–4, 11–4) |
| Zhang Jike                      | enkelspel (m) | Zilver    | derde ronde won van Chen Chien-an (11–5, 13–11, 12–10, 11–7) vierde ronde won van Adrian Crișan (11–8, 11–9, 14–12, 11–5) kwartfinale won van Koki Niwa (5–11, 11–4, 11–7, 11–7, 11–4) halve finale won van Vladimir Samsonov (11–9, 13–11, 12–10, 6–11, 11–9) finale verloor van Ma Long (12–14, 5–11, 4–11, 4–11)           |
| Ma Long Xu Xin Zhang Jike       | team (m)      | Goud      | eerste ronde wonnen van Nigeria (3–0) kwartfinale wonnen van Groot-Brittannië (3–0) halve finale wonnen van Zuid-Korea (3–0) finale wonnen van Japan (3–1) |
|                                 |               |           | |
| Ding Ning VS                    | enkelspel (v) | Goud      | derde ronde won van Elizabeth Samara (11–5, 11–8, 11–2, 11–5) vierde ronde won van Doo Hei Kem (11–3, 11–5, 11–4, 11–4) kwartfinale won van Han Ying (11–8, 11–5, 11–3, 11–7) halve finale won van Kim Song-i (11–5, 9–11, 11–6, 11–3, 11–9) finale won van Li Xiaoxia (11–9, 5–11, 14–12, 9–11, 8–11, 11–7, 11–7)            |
| Li Xiaoxia                      | enkelspel (v) | Zilver    | derde ronde won van Li Fen (11–7, 11–7, 11–8, 11–7) vierde ronde won van Lee Hoo Ching (11–5, 11–6, 11–4, 11–4) kwartfinale won van Cheng I-ching (11–5, 11–5, 11–6, 11–6) halve finale won van Ai Fukuhara (11–4, 11–3, 11–1, 11–1) finale verloor van Ding Ning (9–11, 11–5, 12–14, 11–9, 11–8, 7–11, 7–11)                 |
| Ding Ning Li Xiaoxia Liu Shiwen | team (v)      | Goud      | eerste ronde wonnen van Brazilië (3–0) kwartfinale wonnen van Noord-Korea (3–0) halve finale wonnen van Singapore (3–0) finale wonnen van Duitsland (3–0) |

### Tennis
| Olympiër               | Onderdeel      | Resultaat    | Prestatie |
| ---------------------- | -------------- | ------------ | --- |
| Peng Shuai             | enkelspel (v)  | eerste ronde | eerste ronde verloor van Heather Watson (4–6, 7–65, 3–6)                                                             |
| Wang Qiang             | enkelspel (v)  | eerste ronde | eerste ronde verloor van Svetlana Koeznetsova (1–6, 6–4, 0–6)                                                        |
| Zhang Shuai            | enkelspel (v)  | tweede ronde | eerste ronde won van Timea Bacsinszky (64–7, 6–4, 7–67) tweede ronde verloor van Laura Siegemund (2–6, 4–6)          |
| Peng Shuai Zhang Shuai | dubbelspel (v) | tweede ronde | eerste ronde wonnen van Mirza – Thombare (7–66, 5–7, 7–5) tweede ronde verloren van Hlaváčková – Hradecká (4–6, 4–6) |
| Xu Yifan Zheng Saisai  | dubbelspel (v) | tweede ronde | eerste ronde wonnen van Kitsjenok – Kitsjenok (6–0, 6–3) tweede ronde verloren van Errani – Vinci (2–6, 3–6)         |

### Triatlon
| Olympiër      | Onderdeel | Resultaat | Prestatie                                                                                   |
| ------------- | --------- | --------- | ------------------------------------------------------------------------------------------- |
| Bai Faquan    | mannen    | 50e       | zwemmen: 17:31 (17e) wielrennen: 59:59 (48e) hardlopen: 39:22 (50e) totaal: 1:58:08 (50e)   |
|               |           |           |                                                                                             |
| Wang Lianyuan | vrouwen   | 48e       | zwemmen: 20:06 (47e) wielrennen: 1:05:55 (46e) hardlopen: 43:32 (48e) totaal: 2:11:12 (48e) |

### Voetbal

#### Vrouwen
| Olympiër | Onderdeel | Resultaat   | Prestatie |
| --- | --------- | ----------- | --------- |
| Zhao Lina Liu Shanshan Xue Jiao Gao Chen Wu Haiyan Li Dongna A Ren Guixin Tan Ruyin Ma Xiaoxu Yang Li Wang Shanshan Wang Shuang Pang Fengyue Zhao Rong Zhang Rui Yang Man Gu Yasha Zhang Yue | vrouwen   | kwartfinale | 8e        |

| Groep E |             |             |             |             |             |            |            |            |        |
| #       | Land        | Wedstrijden | Wedstrijden | Wedstrijden | Wedstrijden | Doelpunten | Doelpunten | Doelpunten | Punten |
| #       | Land        | G           | W           | G           | V           | V          | T          | Saldo      | Punten |
| 1       | Brazilië    | 3           | 2           | 1           | 0           | 8          | 1          | +7         | 7      |
| 2       | China       | 3           | 1           | 1           | 1           | 2          | 3          | –1         | 4      |
| 3       | Zweden      | 3           | 1           | 1           | 1           | 2          | 5          | –3         | 4      |
| 4       | Zuid-Afrika | 3           | 0           | 1           | 2           | 0          | 3          | –3         | 1      |

| Ronde       | Datum       | Lokale tijd | MEZT           | Plaats      | Land  | Score  | Land      |
| ----------- | ----------- | ----------- | -------------- | ----------- | ----- | ------ | --------- |
| Groepsfase  |             |             |                |             |       |        |           |
| 3 augustus  | 16:00       | 21:00       | Rio de Janeiro | Brazilië    | 3–0   | China  |           |
| 6 augustus  | 19:00       | 00:00       | Rio de Janeiro | Zuid-Afrika | 0–2   | China  |           |
| 9 augustus  | 22:00       | 03:00       | Brasilia       | China       | 0–0   | Zweden |           |
| Kwartfinale | 12 augustus | 16:00       | 21:00          | Salvador    | China | 0–1    | Duitsland |

### Volleybal

#### Beach
| Olympiër          | Onderdeel | Resultaat      | Prestatie |
| ----------------- | --------- | -------------- | --- |
| Wang Fan Yue Yuan | vrouwen   | achtste finale | groepsfase wonnen van Forrer – Vergé-Dépré (24–22, 18–21, 15–12) verloren van Ross – Walsh Jennings (16–21, 9–21) wonnen van Artacho – Laird (21–16, 21–11) achtste finale verloren van Ágatha – Bárbara (12–21, 16–21) |

#### Zaal
| Olympiër | Onderdeel | Resultaat | Prestatie     |
| --- | --------- | --------- | ------------- |
| Yuan Xinyue Zhu Ting Yang Fangxu Liu Xiaotong Wei Qiuyue Zhang Changning Xu Yunli Hui Ruoqi A Gong Xiangyu Lin Li L Ding Xia Yan Ni | vrouwen   | Goud      | zie hieronder |

| # | Ploeg            | Punten | Wedstrijden | Wedstrijden | Wedstrijden | Spelpunten | Spelpunten | Spelpunten | Sets | Sets | Sets  |
| # | Ploeg            | Punten | G           | W           | V           | W          | V          | Ratio      | W    | V    | Ratio |
| - | ---------------- | ------ | ----------- | ----------- | ----------- | ---------- | ---------- | ---------- | ---- | ---- | ----- |
| 1 | Verenigde Staten | 14     | 5           | 5           | 0           | 470        | 400        | 1,175      | 15   | 5    | 3,000 |
| 2 | Nederland        | 11     | 5           | 4           | 1           | 455        | 425        | 1,070      | 14   | 7    | 2,000 |
| 3 | Servië           | 10     | 5           | 3           | 2           | 410        | 394        | 1,040      | 12   | 6    | 2,000 |
| 4 | China            | 7      | 5           | 2           | 3           | 398        | 389        | 1,023      | 9    | 9    | 1,000 |
| 5 | Italië           | 3      | 5           | 1           | 4           | 351        | 374        | 0,938      | 4    | 12   | 0,333 |
| 6 | Puerto Rico      | 0      | 5           | 0           | 5           | 277        | 379        | 0,730      | 0    | 15   | 0,000 |

| Datum       | Lokale tijd | MEZT  | Plaats         | Ronde        | Land             | Score | Land        |
| ----------- | ----------- | ----- | -------------- | ------------ | ---------------- | ----- | ----------- |
| 6 augustus  | 11:35       | 16:35 | Rio de Janeiro | groepsfase   | China            | 2–3   | Nederland   |
| 8 augustus  | 09:30       | 14:30 | Rio de Janeiro | groepsfase   | China            | 3–0   | Italië      |
| 10 augustus | 09:30       | 14:30 | Rio de Janeiro | groepsfase   | China            | 3–0   | Puerto Rico |
| 12 augustus | 09:30       | 14:30 | Rio de Janeiro | groepsfase   | China            | 0–3   | Servië      |
| 14 augustus | 17:05       | 22:05 | Rio de Janeiro | groepsfase   | Verenigde Staten | 3–1   | China       |
| 16 augustus | 22:15       | 03:15 | Rio de Janeiro | kwartfinale  | Brazilië         | 2–3   | China       |
| 18 augustus | 22:15       | 03:15 | Rio de Janeiro | halve finale | China            | 3–1   | Nederland   |
| 20 augustus | 22:15       | 03:15 | Rio de Janeiro | finale       | China            | 3–1   | Servië      |

### Waterpolo
| Olympiër | Onderdeel | Resultaat   | Prestatie |
| --- | --------- | ----------- | --------- |
| Yang Jun Ma Huanhuan Mei Xiaohan Xiong Dunhan Niu Guannan Sun Yating Song Donglun Zhang Cong Zhao Zihan Zhang Weiwei Wang Xinyan Zhang Jing Peng Lin | vrouwen   | kwartfinale | 7e        |

| Groep B |                  |             |             |             |             |            |            |            |        |
| #       | Land             | Wedstrijden | Wedstrijden | Wedstrijden | Wedstrijden | Doelpunten | Doelpunten | Doelpunten | Punten |
| #       | Land             | GW          | G           | W           | V           | V          | T          | Saldo      | Punten |
| 1       | Verenigde Staten | 3           | 3           | 0           | 0           | 34         | 14         | +20        | 6      |
| 2       | Spanje           | 3           | 2           | 0           | 1           | 27         | 29         | –2         | 4      |
| 3       | Hongarije        | 3           | 1           | 0           | 2           | 29         | 33         | –4         | 2      |
| 4       | China            | 3           | 0           | 0           | 3           | 23         | 37         | –14        | 0      |

| Datum       | Lokale tijd | MEZT  | Plaats         | Ronde        | Land     | Score | Land             |
| ----------- | ----------- | ----- | -------------- | ------------ | -------- | ----- | ---------------- |
| 9 augustus  | 09:00       | 14:00 | Rio de Janeiro | groepsfase   | China    | 11–13 | Hongarije        |
| 11 augustus | 11:40       | 16:40 | Rio de Janeiro | groepsfase   | China    | 4–12  | Verenigde Staten |
| 13 augustus | 09:00       | 14:00 | Rio de Janeiro | groepsfase   | China    | 8–12  | Spanje           |
| 15 augustus | 19:40       | 00:40 | Rio de Janeiro | kwartfinale  | Italië   | 12–7  | China            |
| 17 augustus | 15:10       | 20:10 | Rio de Janeiro | plaatsen 5–8 | Spanje   | 11–6  | China            |
| 19 augustus | 10:00       | 15:00 | Rio de Janeiro | plaatsen 7–8 | Brazilië | 5–10  | China            |

### Wielersport

#### Baan
| Olympiër                                       | Onderdeel                | Resultaat    | Prestatie |
| ---------------------------------------------- | ------------------------ | ------------ | --- |
| Xu Chao                                        | sprint (m)               | 6e           | kwalificatieronde: 9.939 (13e) eerste ronde won van Njisane Phillip (–0.145) tweede ronde verloor van Joachim Eilers (+0.058) herkansing won van Sam Webster (–0.048) en Fabián Puerta (–0.181) kwartfinale verloor van Callum Skinner (+0.122, +0.200) plaatsen 5–8 verloor van Joachim Eilers (+0.036, 2e) |
| Fan Yang Liu Hao Qin Chenlu Shen Pingan        | ploegenachtervolging (m) | 8e           | kwalificatieronde: 4:05.152 (8e) eerste ronde: 4:04.420 (8e) |
|                                                |                          |              | |
| Gong Jinjie                                    | keirin (v)               | herkansingen | series verloor van Kristina Vogel (+0.368, 5e) herkansingen verloor van Laurine van Riessen (+0.129, 3e) |
| Zhong Tianshi                                  | keirin (v)               | tweede ronde | series verloor van Wai Sze Lee (+0.212, 2e) tweede ronde DSQ |
| Gong Jinjie                                    | sprint (v)               | herkansingen | kwalificatieronde: 11.068 (15e) eerste ronde verloor van Elis Ligtlee (+0.104) herkansingen verloor van Virginie Cueff (+0.188) |
| Zhong Tianshi                                  | sprint (v)               | 5e           | kwalificatieronde: 10.820 (5e) eerste ronde won van Miriam Welte (–0.499) tweede ronde verloor van Anastasia Vojnova (+0.001) herkansingen won van Anna Meares en Miriam Welte (–0.082) kwartfinale verloor van Rebecca James (+0.025, +0.016) plaatsen 5–8 11.197 (1e)                                      |
| Luo Xiaoling                                   | omnium (v)               | 15e          | totaal: 68 punten (15e) |
| Huang Dongyan Jing Yali Ma Menglu Zhao Baofang | ploegenachtervolging (v) | 7e           | kwalificatieronde: 4:25.246 (6e) eerste ronde: 4:23.678 (7e) |
| Gong Jinjie Zhong Tianshi                      | teamsprint (v)           | Goud         | kwalificatieronde: 32.305 (OR, 1e) eerste ronde: 31.928 (WR, 1e) finale: wonnen van Rusland (–0.294) |

#### Mountainbike
| Olympiër  | Onderdeel        | Resultaat | Prestatie        |
| --------- | ---------------- | --------- | ---------------- |
| Wang Zhen | mountainbike (m) | 35e       | LAP              |
|           |                  |           |                  |
| Yao Ping  | mountainbike (v) | 24e       | 1:43:20 (+13'05) |

### Worstelen

#### Vrije stijl
| Olympiër           | Onderdeel   | Resultaat      | Prestatie |
| ------------------ | ----------- | -------------- | --- |
| Yeerlanbieke Katai | –65 kg (m)  | tweede ronde   | tweede ronde verloor van Ganzorigiin Mandakhnaran (0–3) |
| Bi Shengfeng       | –86 kg (m)  | tweede ronde   | tweede ronde verloor van Sharif Sharifov (0–10) |
| Deng Zhiwei        | –125 kg (m) | tweede ronde   | tweede ronde verloor van Levan Berianidze (2–2) |
|                    |             |                | |
| Sun Yanan          | –48 kg (v)  | Brons          | tweede ronde verloor van Jasmine Mian (14–4) kwartfinale won van Vinesh Phogat (5–0) halve finale verloor van Eri Tosaka (3–8) bronzen finale won van Zhuldyz Eshimova (10–0)  |
| Zhong Xuechun      | –53 kg (v)  | bronzen finale | eerste ronde won van Nina Hemmer (6–1) tweede ronde verloor van Helen Maroulis (0–10) herkansing won van Jong Myong-suk (5–5) bronzen finale verloor van Sofia Mattsson (0–6F) |
| Xu Rui             | –63 kg (v)  | kwartfinale    | tweede ronde won van Joelia Tkach (3–1) kwartfinale verloor van Inna Trazjoekova (4–5)                                                                                         |
| Zhou Feng          | –69 kg (v)  | tweede ronde   | tweede ronde verloor van Aline Focken (3–11) |
| Zhang Fengliu      | –75 kg (v)  | Brons          | tweede ronde won van Epp Mäe (6–4) kwartfinale verloor van Erica Wiebe (2–5) herkansing won van Maria Selmaier (10–0) bronzen finale won van Vasilisa Marzaljoek (8–4)         |

#### Grieks-Romeins
| Olympiër   | Onderdeel   | Resultaat    | Prestatie |
| ---------- | ----------- | ------------ | --- |
| Wang Lumin | –59 kg (m)  | herkansing   | tweede ronde won van Andrés Montaño (4–0) kwartfinale verloor van Ismael Borrero (0–4) herkansing verloor van Arsen Eralijev (1–3) |
| Yang Bin   | –75 kg (m)  | herkansing   | tweede ronde won van Zied Ayet Ikram (3–0) kwartfinale verloor van Roman Vlasov (3–6) herkansing verloor van Kim Hyeon-woo (1–3)   |
| Peng Fei   | –85 kg (m)  | tweede ronde | tweede ronde verloor van Javid Gamzatov (0–4)                                                                                      |
| Xiao Di    | –98 kg (m)  | herkansing   | tweede ronde verloor van Yasmany Lugo (0–2) herkansing verloor van Ghasem Rezaei (0–7)                                             |
| Meng Qiang | –130 kg (m) | tweede ronde | tweede ronde verloor van Bashir Babajanzadeh (1–3)                                                                                 |

### Zeilen
| Olympiër                | Onderdeel        | Resultaat | Prestatie        |
| ----------------------- | ---------------- | --------- | ---------------- |
| Wang Aichen             | RS:X (m)         | 13e       | 135 punten (13e) |
| Gong Lei                | Finn (m)         | 22e       | 178 punten (22e) |
| Wang Wei Xu Zangjun     | 470 (m)          | 18e       | 142 punten (18e) |
|                         |                  |           |                  |
| Chen Peina              | RS:X (v)         | Zilver    | 60 punten (2e)   |
| Xu Lijia                | Laser Radial (v) | 18e       | 135 punten (18e) |
| Huang Lizhu Wang Xiaoli | 470 (v)          | 16e       | 113 punten (16e) |

### Zwemmen
| Olympiër                                             | Onderdeel              | Resultaat | Prestatie                                                             |
| ---------------------------------------------------- | ---------------------- | --------- | --------------------------------------------------------------------- |
| Ning Zetao                                           | 50 m vrije slag (m)    | 30e       | series: 22.38 (30e)                                                   |
| Yu Hexin                                             | 50 m vrije slag (m)    | 20e       | series: 22.20 (20e)                                                   |
| Ning Zetao                                           | 100 m vrije slag (m)   | 12e       | series: 48.57 (14e) halve finale: 48.37 (12e)                         |
| Yu Hexin                                             | 100 m vrije slag (m)   | 25e       | series: 48.87 (25e)                                                   |
| Shang Keyuan                                         | 200 m vrije slag (m)   | 32e       | series: 1:48.46 (32e)                                                 |
| Sun Yang                                             | 200 m vrije slag (m)   | Goud      | series: 1:45.75 (1e) halve finale: 1:44.63 (1e) finale: 1:44.65 (1e)  |
| Qiu Ziao                                             | 400 m vrije slag (m)   | 26e       | series: 3:49.45 (26e)                                                 |
| Sun Yang                                             | 400 m vrije slag (m)   | Zilver    | series: 3:44.23 (4e) finale: 3:41.68 (2e)                             |
| Qiu Ziao                                             | 1500 m vrije slag (m)  | 20e       | series: 15:06.71 (20e)                                                |
| Sun Yang                                             | 1500 m vrije slag (m)  | 16e       | series: 15:01.97 (16e)                                                |
| Li Guangyuan                                         | 100 m rugslag (m)      | 21e       | series: 54.36 (21e)                                                   |
| Xu Jiayu                                             | 100 m rugslag (m)      | Zilver    | series: 53.01 (2e) halve finale: 52.73 (5e) finale: 52.31 (2e)        |
| Li Guangyuan                                         | 200 m rugslag (m)      | 6e        | series: 1:56.85 (11e) halve finale: 1:55.92 (6e) finale: 1:55.89 (6e) |
| Xu Jiayu                                             | 200 m rugslag (m)      | 4e        | series: 1:55.51 (2e) halve finale: 1:55.66 (5e) finale: 1:55.16 (4e)  |
| Li Xiang                                             | 100 m schoolslag (m)   | 13e       | series: 59.55 (11e) halve finale: 1:00.25 (13e)                       |
| Yan Zibei                                            | 100 m schoolslag (m)   | 27e       | series: 1:00.88 (27e)                                                 |
| Li Xiang                                             | 200 m schoolslag (m)   | 12e       | series: 2:10.17 (13e) halve finale: 2:10.92 (12e)                     |
| Mao Feilian                                          | 200 m schoolslag (m)   | 9e        | series: 2:09.80 (9e) halve finale: 2:09.64 (9e)                       |
| Li Zhuhao                                            | 100 m vlinderslag (m)  | 5e        | series: 51.78 (8e) halve finale: 51.51 (3e) finale: 51.26 (5e)        |
| Zhang Qibin                                          | 100 m vlinderslag (m)  | 27e       | series: 52.84 (27e)                                                   |
| Li Zhuhao                                            | 200 m vlinderslag (m)  | 16e       | series: 1:56.72 (16e) halve finale: 1:57.62 (16e)                     |
| Wu Yuhang                                            | 200 m vlinderslag (m)  | 27e       | series: 1:59.04 (27e)                                                 |
| Hu Yixuan                                            | 200 m wisselslag (m)   | 22e       | series: 2:00.70 (22e)                                                 |
| Wang Shun                                            | 200 m wisselslag (m)   | Brons     | series: 1:58.98 (8e) halve finale: 1:58.12 (6e) finale: 1:57.05 (3e)  |
| Wang Shun                                            | 400 m wisselslag (m)   | 10e       | series: 4:14.46 (10e)                                                 |
| He Jianbin Lin Yongqing Ning Zetao Yu Hexin          | 4x100 m vrije slag (m) | 16e       | series: DSQ                                                           |
| Li Xiang Li Zhuhao Ning Zetao Xu Jiayu               | 4x100 m wisselslag (m) | 8e        | series: 3:32.57 (4e) finale: DSQ                                      |
| Zu Lijun                                             | 10 km open water (m)   | 4e        | 1:53:02.0 (4e)                                                        |
|                                                      |                        |           |                                                                       |
| Liu Xiang                                            | 50 m vrije slag (v)    | 18e       | series: 24.91 (18e)                                                   |
| Shen Duo                                             | 100 m vrije slag (v)   | 16e       | series: 54.41 (15e) halve finale: DNS                                 |
| Zhu Menghui                                          | 100 m vrije slag (v)   | 9e        | series: 54.15 (11e) halve finale: 53.98 (9e)                          |
| Ai Yanhan                                            | 200 m vrije slag (v)   | 11e       | series: 1:56.77 (8e) halve finale: 1:57.41 (11e)                      |
| Shen Duo                                             | 200 m vrije slag (v)   | 5e        | series: 1:56.52 (6e) halve finale: 1:56.03 (4e) finale: 1:55.25 (5e)  |
| Cao Yue                                              | 400 m vrije slag (v)   | 28e       | series: 4:19.57 (28e)                                                 |
| Zhang Yuhan                                          | 400 m vrije slag (v)   | 9e        | series: 4:06.30 (9e)                                                  |
| Hou Yawen                                            | 800 m vrije slag (v)   | 11e       | series: 8:30.59 (11e)                                                 |
| Zhang Yuhan                                          | 800 m vrije slag (v)   | 18e       | series: 8:35.32 (18e)                                                 |
| Fu Yuanhui                                           | 100 m rugslag (v)      | Brons     | series: 1:00.02 (9e) halve finale: 58.95 (3e) finale: 58.76 (3e)      |
| Wang Xueer                                           | 100 m rugslag (v)      | 16e       | series: 1:00.59 (14e) halve finale: 1:01.44 (16e)                     |
| Chen Jie                                             | 200 m rugslag (v)      | 27e       | series: 2:14.18 (27e)                                                 |
| Liu Yaxin                                            | 200 m rugslag (v)      | 7e        | series: 2:08.84 (6e) halve finale: 2:07.56 (4e) finale: 2:09.03 (7e)  |
| Shi Jinglin                                          | 100 m schoolslag (v)   | 4e        | series: 1:06.55 (5e) halve finale: 1:06.31 (3e) finale: 1:06.37 (4e)  |
| Yu Jingyao                                           | 100 m schoolslag (v)   | 24e       | series: 2:28.65 (24e)                                                 |
| Shi Jinglin                                          | 200 m schoolslag (v)   | Brons     | series: 2:24.33 (9e) halve finale: 2:22.37 (4e) finale: 2:22.28 (3e)  |
| Zhang Xinyu                                          | 200 m schoolslag (v)   | 22e       | series: 1:07.59 (22e)                                                 |
| Chen Xinyi                                           | 100 m vlinderslag (v)  | 4e        | series: 57.17 (7e) halve finale: 57.51 (8e) finale: 56.72 (4e)        |
| Lu Ying                                              | 100 m vlinderslag (v)  | 5e        | series: 57.08 (5e) halve finale: 57.15 (6e) finale: 56.76 (5e)        |
| Zhang Yufei                                          | 200 m vlinderslag (v)  | 6e        | series: 2:07.55 (8e) halve finale: 2:06.95 (5e) finale: 2:07.40 (6e)  |
| Zhou Yilin                                           | 200 m vlinderslag (v)  | 5e        | series: 2:08.21 (12e) halve finale: 2:06.52 (3e) finale: 2:07.37 (5e) |
| Ye Shiwen                                            | 200 m wisselslag (v)   | 8e        | series: 2:10.56 (7e) halve finale: 2:09.33 (4e) finale: 2:13.56 (8e)  |
| Zhou Min                                             | 200 m wisselslag (v)   | 23e       | series: 2:14.81 (23e)                                                 |
| Ye Shiwen                                            | 400 m wisselslag (v)   | 27e       | series: 4:45.86 (27e)                                                 |
| Zhou Min                                             | 400 m wisselslag (v)   | 32e       | series: 4:50.38 (32e)                                                 |
| Shen Duo Sun Meichen Tang Yi Tang Yuting Zhu Menghui | 4x100 m vrije slag (v) | 9e        | series: 3:37.25 (9e)                                                  |
| Ai Yanhan Dong Jie Shen Duo Wang Shijia Zhang Yuhan  | 4x200 m vrije slag (v) | 4e        | series: 7:49.58 (3e) finale: 7:47.96 (4e)                             |
| Lu Ying Fu Yuanhui Shen Duo Shi Jinglin              | 4x100 m wisselslag (v) | 4e        | series: 3:58.23 (6e) finale: 3:55.18 (4e)                             |
| Xin Xin                                              | 10 km open water (v)   | 4e        | 1:57:14.4 (4e)                                                        |

Afghanistan · Albanië · Algerije · Amerikaanse Maagdeneilanden · Amerikaans-Samoa · Andorra · Angola · Antigua en Barbuda · Argentinië · Armenië · Aruba · Australië · Azerbeidzjan · Bahama's · Bahrein · Bangladesh · Barbados · België · Belize · Benin · Bermuda · Bhutan · Bolivia · Bosnië en Herzegovina · Botswana · Brazilië · Britse Maagdeneilanden · Brunei · Bulgarije · Burkina Faso · Burundi · Cambodja · Canada · Centraal-Afrikaanse Republiek · Chili · China · Chinees Taipei · Colombia · Comoren · Congo-Brazzaville · Congo-Kinshasa · Cookeilanden · Costa Rica · Cuba · Cyprus · Denemarken · Djibouti · Dominica · Dominicaanse Republiek · Duitsland · Ecuador · Egypte · El Salvador · Equatoriaal-Guinea · Eritrea · Estland · Ethiopië · Fiji · Filipijnen · Finland · Frankrijk · Gabon · Gambia · Georgië · Ghana · Grenada · Griekenland · Groot-Brittannië · Guam · Guatemala · Guinee · Guinee‑Bissau · Guyana · Haïti · Honduras · Hongarije · Hongkong · Ierland · IJsland · India · Indonesië · Irak · Iran · Israël · Italië · Ivoorkust · Jamaica · Japan · Jemen · Jordanië · Kaaimaneilanden · Kaapverdië · Kameroen · Kazachstan · Kenia · Kirgizië · Kiribati · Kosovo · Kroatië · Laos · Lesotho · Letland · Libanon · Liberia · Libië · Liechtenstein · Litouwen · Luxemburg · Macedonië · Madagaskar · Malawi · Malediven · Maleisië · Mali · Malta · Marshalleilanden · Marokko · Mauritanië · Mauritius · Mexico · Micronesië · Moldavië · Monaco · Mongolië · Montenegro · Mozambique · Myanmar · Namibië · Nauru · Nederland · Nepal · Nicaragua · Nieuw-Zeeland · Niger · Nigeria · Noord-Korea · Noorwegen · Oeganda · Oekraïne · Oezbekistan · Oman · Oostenrijk · Oost-Timor · Pakistan · Palau · Palestina · Panama · Papoea-Nieuw-Guinea · Paraguay · Peru · Polen · Portugal · Puerto Rico · Qatar · Roemenië · Rusland · Rwanda · Saint Kitts en Nevis · Saint Lucia · Saint Vincent en Grenadines · Salomonseilanden · Samoa · San Marino · Sao Tomé en Principe · Saoedi-Arabië · Senegal · Servië · Seychellen · Sierra Leone · Singapore · Slovenië · Slowakije · Soedan · Somalië · Spanje · Sri Lanka · Suriname · Swaziland · Syrië · Tadzjikistan · Tanzania · Thailand · Togo · Tonga · Trinidad en Tobago · Tsjaad · Tsjechië · Tunesië · Turkije · Turkmenistan · Tuvalu · Uruguay · Vanuatu · Venezuela · Verenigde Arabische Emiraten · Verenigde Staten · Vietnam · Wit-Rusland · Zambia · Zimbabwe · Zuid-Afrika · Zuid-Korea · Zuid-Soedan · Zweden · Zwitserland
Individuele Olympische Atleten · Olympisch vluchtelingenteam